# Ԣ
Ԣ, ԣ – litera rozszerzonej cyrylicy, wykorzystywana dawniej w czuwaskich alfabetach Jakowlewa i Belinina (1872), Jakowlewa (1873) i Aszmarina (1910) do oznaczania dźwięku [nʲ].

## Kodowanie
| Znak                   | Ԣ                                           | Ԣ                                           | ԣ                                         | ԣ                                         |
| ---------------------- | ------------------------------------------- | ------------------------------------------- | ----------------------------------------- | ----------------------------------------- |
| Nazwa w Unikodzie      | Cyrillic Capital Letter En with Middle Hook | Cyrillic Capital Letter En with Middle Hook | Cyrillic Small Letter En with Middle Hook | Cyrillic Small Letter En with Middle Hook |
| Kodowanie              | dziesiątkowo                                | szesnastkowo                                | dziesiątkowo                              | szesnastkowo                              |
| Unicode                | 1314                                        | U+0522                                      | 1315                                      | U+0523                                    |
| UTF-8                  | 212 162                                     | d4 a2                                       | 212 163                                   | d4 a3                                     |
| Odwołania znakowe SGML | &#1314;                                     | &#x0522;                                    | &#1315;                                   | &#x0523;                                  |